# Thomas Komornyik
Thomas Komornyik (* 19. November 2000 in Wien) ist ein österreichischer Fußballspieler.

## Karriere
Komornyik begann seine Karriere beim ASV 13. Zur Saison 2014/15 wechselte er in die Akademie des SK Rapid Wien. Nach drei Jahren bei Rapid kehrte er zur Saison 2017/18 zum ASV 13 zurück, wo er für die erste Mannschaft in der fünftklassigen 2. Landesliga spielte. Für diese kam er bis Saisonende zu sieben Einsätzen; zu Saisonende stieg der Verein in die Wiener Stadtliga auf. In den folgenden zwei Jahren kam er zu 45 Einsätzen in der Stadtliga, in denen er acht Tore erzielte. Zur Saison 2020/21 wechselte der Offensivspieler nach Deutschland zu den viertklassigen Amateuren des Zweitligisten SpVgg Greuther Fürth. Für Fürth II kam er allerdings nur einmal in der Regionalliga zum Einsatz.
Zur Saison 2021/22 kehrte Komornyik nach Österreich zurück und schloss sich dem Zweitligisten Floridsdorfer AC an. Sein Debüt in der 2. Liga gab er im Juli 2021, als er am ersten Spieltag jener Saison gegen den SKU Amstetten in der 61. Minute für Daniel Rechberger eingewechselt wurde. Bis Saisonende kam er zu 20 Zweitligaeinsätzen. Nach der Saison 2021/22 verließ er den Verein.
Nach einer halbjährigen Verletzungspause schloss er sich im Jänner 2023 wieder dem FAC an und spielte dort zunächst für die fünftklassigen Amateure. Im Juni 2023 stand er dann auch erstmals wieder im Profikader und gab sein Comeback in der 2. Liga. Dies blieb in der Saison 2022/23 sein einziger Zweitligaeinsatz. Zur Saison 2023/24 wechselte er zur viertklassigen Union Mauer.